# 田原本駅
田原本駅（たわらもとえき）は、奈良県磯城郡田原本町戎通にある、近畿日本鉄道（近鉄）橿原線の駅である。
本項では、隣接する田原本線の西田原本駅（にしたわらもとえき）についても記載する。

## 歴史
当駅は近鉄橿原線と田原本線との接続駅であるが、両者が別々の鉄道会社（大阪電気軌道と大和鉄道）によって建設されたという歴史的経緯により、それぞれが独立した駅を構えている。田原本線が近鉄になった1964年頃には、当駅と西田原本駅を現在の北側に移転して統合駅を造る構想があったが、人の流れが変わって悪影響を受けることを懸念した地元（駅周辺の商店など）が反対して立ち消えになったという。

### 田原本駅
- 1923年（大正12年）3月21日：大阪電気軌道畝傍線（現在の橿原線）平端 - 橿原神宮前（初代）間開通時に開業[3][4]。
- 1928年（昭和3年）8月：大軌田原本駅に改称[3]。
- 1941年（昭和16年）3月15日：大阪電気軌道が参宮急行電鉄を合併、関西急行鉄道の駅となる[4]。関急田原本駅に改称[3][5]。
- 1944年（昭和19年）6月1日：戦時合併により関西急行鉄道が近畿日本鉄道に改称[4]。駅名を近畿日本田原本駅と改称[3][5]。
- 1964年（昭和39年）10月1日：田原本駅に再改称。この日近鉄は信貴生駒電鉄を合併しており、それまで田原本駅を名乗っていた信貴生駒電鉄の駅が西田原本駅へ改称している[3][5]。
- 1990年（平成2年）3月12日：駅舎改良工事完成。これにより構内踏切が廃止され地下道化されると共に、ホーム延伸が行われ6両編成対応となった。
- 1992年（平成4年）3月：自動改札機設置。また同年に端末機が設置されており、定期券予約発売駅から即時発売駅に変更となっている。
- 2001年（平成13年）2月1日：SF（ストアードフェア）システムの導入および「スルッとKANSAI」対応カードの取り扱い開始に伴い、当駅における「途中下車指定駅」の制度が廃止される。
- 2007年（平成19年）4月1日：PiTaPa使用開始[6]。
- 2009年（平成21年）12月6日：西口駅舎供用開始[7]。東口駅舎に定期券・特急券自動発売機を新設され、窓口が季節営業化（原則廃止）。

### 西田原本駅
- 1918年（大正7年）4月26日：大和鉄道が新王寺 - 当駅間で開業した際に田原本駅として設置[4]。
- 1922年（大正11年）9月3日：大和鉄道が味間駅まで延伸、途中駅となる[4]。
- 1944年（昭和19年）1月11日：当駅 - 桜井間が休止（1958年廃止）[4]。
- 1961年（昭和36年）10月1日：大和鉄道が信貴生駒電鉄に合併され、同社の駅となる[4]。
- 1964年（昭和39年）10月1日：信貴生駒電鉄が近畿日本鉄道に合併され、同社の田原本線の駅となる[4]。西田原本駅に改称[8]。
- 2007年（平成19年）4月1日：PiTaPa使用開始[9]。

## 駅構造

### 田原本駅（橿原線）
相対式2面2線のホームを持つ地平駅。ホーム有効長は6両分。駅舎は下り線側（東口）と上り線側（西口）にそれぞれあり、上りホームと下りホームは地下道（改良工事前は構内踏切）で連絡している。東口改札と下りホーム、西口改札と上りホームはそれぞれスロープでつながっている。ただし、地下道と両ホームの行き来は階段のみで、エスカレーター、エレベーターは設置されていない。
天理駅管理の有人駅で、PiTaPa・ICOCA対応の自動改札機および自動精算機（回数券カードおよびICカードのチャージに対応）が設置されている。特急券および定期券は専用の自動販売機にて即時購入が可能となっている。

#### のりば
| のりば | 路線     | 方向 | 行先                 |
| ------ | -------- | ---- | -------------------- |
| 1      | B 橿原線 | 下り | 橿原神宮前方面       |
| 2      | B 橿原線 | 上り | 大和西大寺・京都方面 |

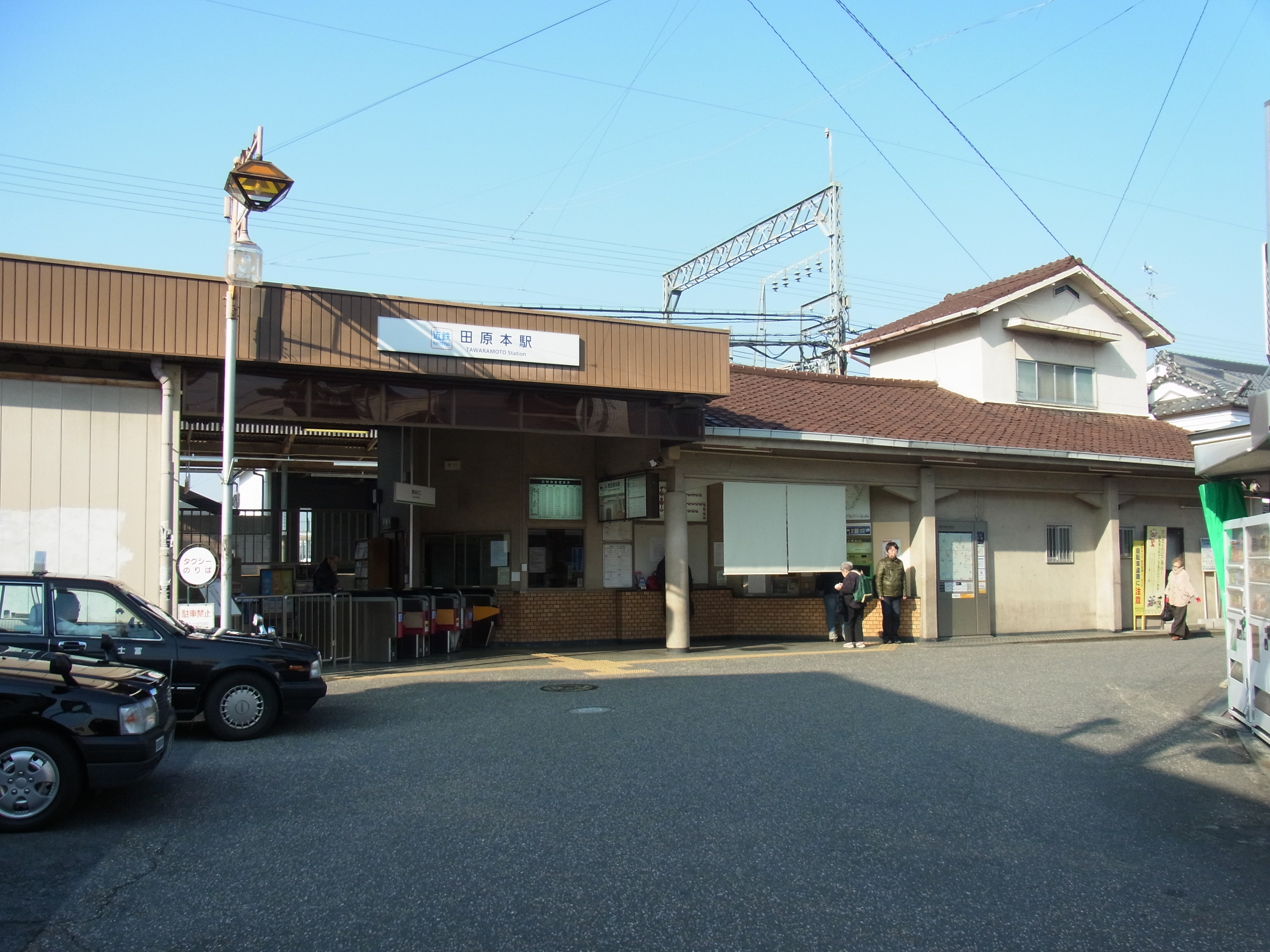
東口駅舎
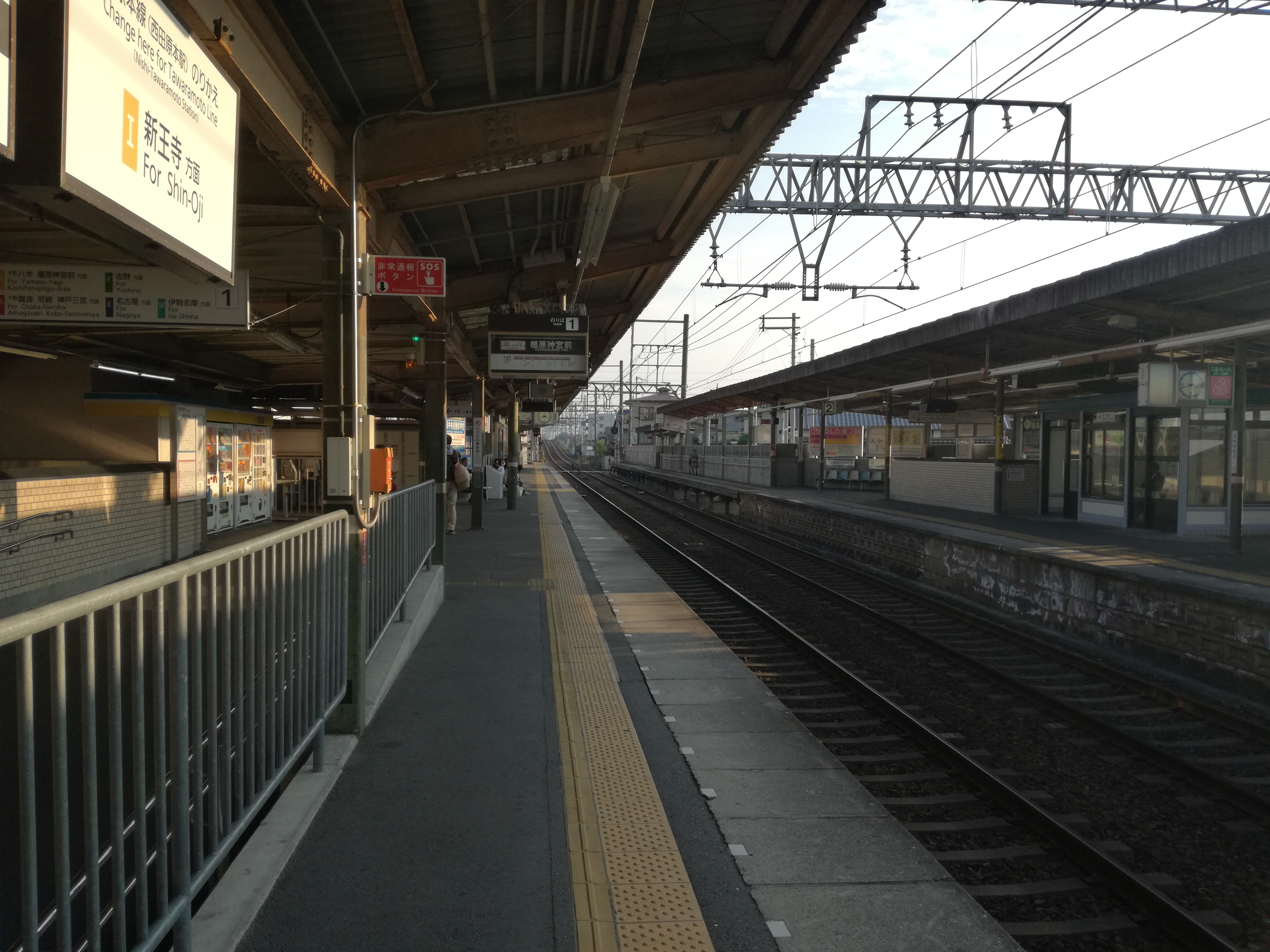
プラットホーム

### 西田原本駅（田原本線）
頭端式1面2線のホームを持つ地平駅。駅舎は車止め部にあり、ホーム上には待合室もある。
王寺駅管理の有人駅で、PiTaPa・ICOCA対応の自動改札機および自動精算機（回数券カードおよびICカードのチャージに対応）が設置されている。

#### のりば
| のりば | 路線       | 行先       |
| ------ | ---------- | ---------- |
| 1・2   | I 田原本線 | 新王寺方面 |

構内には、保線車両用の留置線に面して旧大和鉄道時代のホームが残されている。

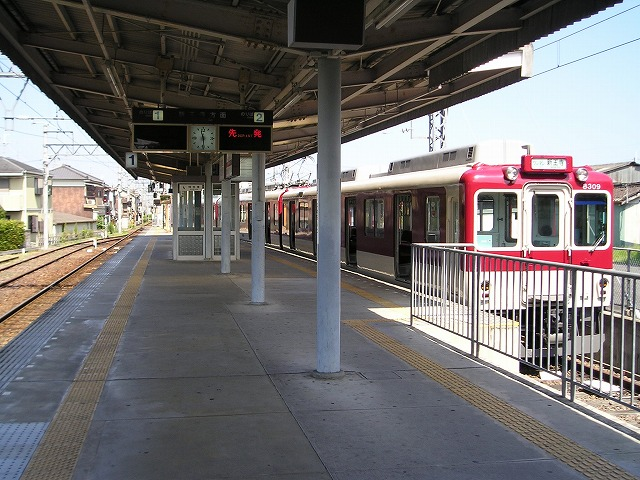
ホーム

### 連絡線
両駅の北側に橿原線と田原本線をつなぐ連絡線が設けられており、車両の出入りが行える。橿原線からの分岐部分は便宜上「田原本信号場」という名称が付けられている。さらに、田原本駅2番線（上り線）西大寺方に設置されている信号機は（田原本駅からの）出発信号機ではなく、（田原本信号場への）場内信号機である。また、下り線は分岐手前（大和西大寺方）に第一場内信号機（橿原線/田原本線）があり、田原本線側に進入すると、田原本線との合流手前に第二場内信号機（一号線/二号線）がある。
現在は、この連絡線を通る定期旅客営業列車はない。なお、1964年10月1日より1974年9月20日まではこの駅から橿原線大和西大寺駅発着の普通列車も2往復設定されていた。2010年（平成22年）9月18日 - 20日の間、この連絡線を利用して大和西大寺発西田原本経由新王寺行臨時急行が運行された。2014年10月5日にも、生駒線・田原本線の近鉄合併50周年記念イベントの一環として、この連絡線を利用して生駒発西田原本経由新王寺行臨時急行が運行された。

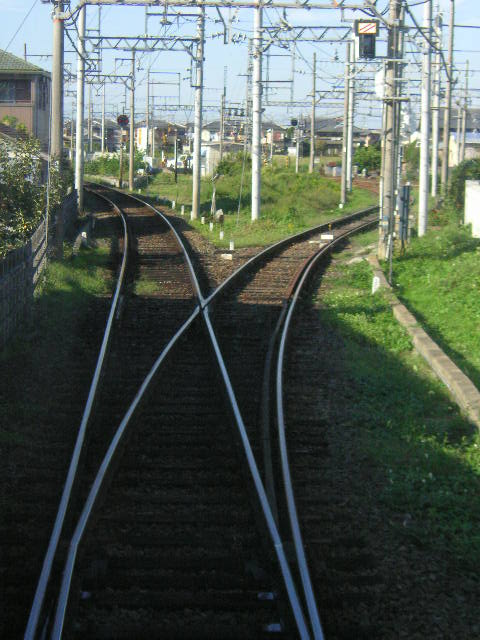
田原本線から見た連絡線
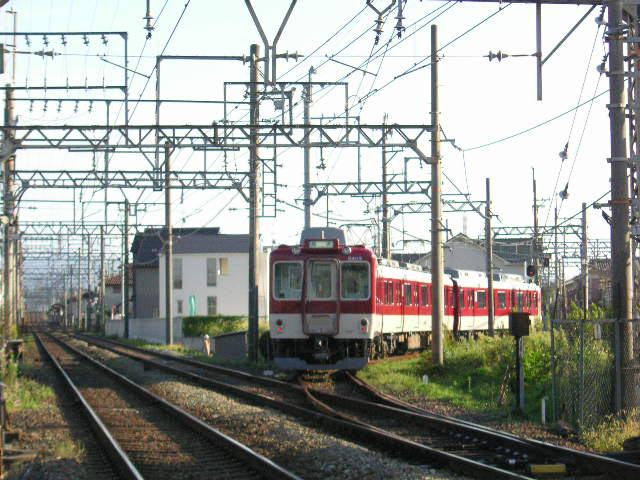
橿原線から見た連絡線 （回送列車が走行中）

### 配線図
| ← 大和西大寺方面 | 田原本駅・西田原本駅 配線略図 | → 大和八木方面 |
|                  | ↓ 新王寺方面                  |                |
| 凡例 出典:       |                               |                |

## 駅前再整備事業
田原本駅・西田原本駅を合わせると乗降客数は1日2万人近くにのぼる（田原本駅 13,000人、西田原本駅 5,000人で、乗換え客 4,000人も両駅の乗降人員に含む）。しかし、駅周辺は民家が密集し、駅前に通じる道路は狭小な生活道路しかない。西口が新設されるまでは、田原本駅・西田原本駅相互の乗り換えには踏切を渡る必要もあり（さらに田原本駅上りホームの利用には、地下道も通る必要があった）、歩行者と自動車で混雑していた。
そのため、田原本駅・西田原本駅に挟まれた地域の駅前整備事業が行われ、幹線道路(奈良県道14号桜井田原本王寺線)に接続して自動車の乗り入れを容易にした駅前広場を整備し、当駅に西口駅舎を設置することとなった。
田原本駅西口駅舎は2009年（平成21年）7月から工事に着手し、同年12月6日から使用が開始された。駅舎は黒い屋根と白い壁によるデザインになっている。
田原本駅の西口駅舎と西田原本駅間に通路を設けることにより、踏切を渡らずに乗り換え可能となったとともに、その通路に屋根が設けられたことにより、雨の日でも濡れずに乗り換えができるようになった。ただし前述のとおり、上下ホームを結ぶ地下道はバリアフリー不対応のため、車椅子利用者などが当駅下りホーム - 西田原本駅間を乗り換えるには、東口改札を利用して踏切を渡る必要がある。

## 利用状況
田原本駅及び西田原本駅の利用状況の変遷を下表に示す。
- 輸送実績（乗車人員）の単位は人であり、年度での総計値を示す[16]。年度間の比較に適したデータである。これにはそれぞれ、田原本駅～西田原本駅の乗り継ぎ人員を含まない（すなわち、それぞれの駅から旅行開始した乗客の人数である）。
- 乗降人員調査結果は任意の1日における値（単位：人）である。調査日の天候・行事等の要因によって変動が大きいので年度間の比較には注意を要する。これには、田原本駅～西田原本駅の乗り継ぎ人員も、両駅の乗降人員に含む。
- 表中、最高値を赤色で、最高値を記録した年度以降の最低値を青色で、最高値を記録した年度以前の最低値を緑色で表記している。

| 年度別利用状況（田原本駅） | 年度別利用状況（田原本駅）          | 年度別利用状況（田原本駅）          | 年度別利用状況（田原本駅）          | 年度別利用状況（田原本駅）          | 年度別利用状況（田原本駅） | 年度別利用状況（田原本駅） | 年度別利用状況（田原本駅） |
| 年度                       | 当駅分輸送実績（乗車人員）：人/年度 | 当駅分輸送実績（乗車人員）：人/年度 | 当駅分輸送実績（乗車人員）：人/年度 | 当駅分輸送実績（乗車人員）：人/年度 | 乗降人員調査結果：人/日    | 乗降人員調査結果：人/日    | 特記事項                   |
| -------------------------- | ----------------------------------- | ----------------------------------- | ----------------------------------- | ----------------------------------- | -------------------------- | -------------------------- | -------------------------- |
| 年度                       | 通勤定期                            | 通学定期                            | 定期外                              | 合 計                               | 調査日                     | 調査結果                   | 特記事項                   |
| 1982年（昭和57年）         |                                     | ←←←←                                |                                     |                                     | 11月16日                   | 14,008                     |                            |
| 1983年（昭和58年）         |                                     | ←←←←                                |                                     |                                     | 11月8日                    | 15,361                     |                            |
| 1984年（昭和59年）         |                                     | ←←←←                                |                                     |                                     | 11月6日                    | 14,873                     |                            |
| 1985年（昭和60年）         |                                     | ←←←←                                |                                     |                                     | 11月12日                   | 14,246                     |                            |
| 1986年（昭和61年）         |                                     | ←←←←                                |                                     |                                     | 11月11日                   | 15,123                     |                            |
| 1987年（昭和62年）         |                                     | ←←←←                                |                                     |                                     | 11月10日                   | 15,240                     |                            |
| 1988年（昭和63年）         |                                     | ←←←←                                |                                     |                                     | 11月8日                    | 16,873                     |                            |
| 1989年（平成元年）         |                                     | ←←←←                                |                                     |                                     | 11月14日                   | 16,380                     |                            |
| 1990年（平成2年）          |                                     | ←←←←                                |                                     |                                     | 11月6日                    | 16,188                     |                            |
| 1991年（平成3年）          |                                     | ←←←←                                |                                     |                                     |                            |                            |                            |
| 1992年（平成4年）          |                                     | ←←←←                                |                                     |                                     | 11月10日                   | 15,220                     |                            |
| 1993年（平成5年）          |                                     | ←←←←                                |                                     |                                     |                            |                            |                            |
| 1994年（平成6年）          |                                     | ←←←←                                |                                     |                                     |                            |                            |                            |
| 1995年（平成7年）          |                                     | ←←←←                                |                                     |                                     | 12月5日                    | 15,435                     |                            |
| 1996年（平成8年）          |                                     | ←←←←                                |                                     |                                     |                            |                            |                            |
| 1997年（平成9年）          |                                     | ←←←←                                |                                     |                                     |                            |                            |                            |
| 1998年（平成10年）         |                                     | ←←←←                                |                                     |                                     |                            |                            |                            |
| 1999年（平成11年）         |                                     | ←←←←                                |                                     |                                     |                            |                            |                            |
| 2000年（平成12年）         |                                     | ←←←←                                |                                     |                                     |                            |                            |                            |
| 2001年（平成13年）         |                                     | ←←←←                                |                                     |                                     |                            |                            |                            |
| 2002年（平成14年）         |                                     | ←←←←                                |                                     |                                     |                            |                            |                            |
| 2003年（平成15年）         |                                     | ←←←←                                |                                     |                                     |                            |                            |                            |
| 2004年（平成16年）         |                                     | ←←←←                                |                                     |                                     |                            |                            |                            |
| 2005年（平成17年）         | 1,260,210                           | ←←←←                                | 520,970                             | 1,781,180                           | 11月8日                    | 13,375                     |                            |
| 2006年（平成18年）         | 1,228,680                           | ←←←←                                | 510,876                             | 1,739,556                           |                            |                            |                            |
| 2007年（平成19年）         | 1,279,410                           | ←←←←                                | 508,870                             | 1,788,280                           |                            |                            |                            |
| 2008年（平成20年）         | 1,284,240                           | ←←←←                                | 501,915                             | 1,786,155                           | 11月18日                   | 13,302                     |                            |
| 2009年（平成21年）         | 1,245,540                           | ←←←←                                | 487,804                             | 1,733,344                           |                            |                            |                            |
| 2010年（平成22年）         | 1,223,820                           | ←←←←                                | 511,014                             | 1,734,834                           | 11月9日                    | 13,801                     |                            |
| 2011年（平成23年）         |                                     | ←←←←                                |                                     |                                     |                            |                            |                            |
| 2012年（平成24年）         |                                     | ←←←←                                |                                     |                                     | 11月13日                   | 13,130                     |                            |
| 2013年（平成25年）         |                                     | ←←←←                                |                                     |                                     |                            |                            |                            |
| 2014年（平成26年）         |                                     | ←←←←                                |                                     |                                     |                            |                            |                            |
| 2015年（平成27年）         |                                     | ←←←←                                |                                     |                                     | 11月10日                   | 13,173                     |                            |
| 2016年（平成28年）         |                                     | ←←←←                                |                                     |                                     |                            |                            |                            |
| 2017年（平成29年）         |                                     | ←←←←                                |                                     |                                     |                            |                            |                            |
| 2018年（平成30年）         | 1,210,920                           | ←←←←                                | 524,373                             | 1,735,293                           | 11月13日                   | 13,250                     |                            |
| 2019年（令和元年）         | 1,215,300                           | ←←←←                                | 521,266                             | 1,736,566                           |                            |                            |                            |
| 2020年（令和2年）          |                                     | ←←←←                                |                                     |                                     |                            |                            |                            |
| 2021年（令和3年）          |                                     | ←←←←                                |                                     |                                     | 11月9日                    | 11,088                     |                            |
| 2022年（令和4年）          |                                     | ←←←←                                |                                     |                                     | 11月8日                    | 11,211                     |                            |
| 2023年（令和5年）          |                                     | ←←←←                                |                                     |                                     | 11月7日                    | 11,569                     |                            |

| 年度別利用状況（西田原本駅） | 年度別利用状況（西田原本駅）         | 年度別利用状況（西田原本駅）         | 年度別利用状況（西田原本駅）         | 年度別利用状況（西田原本駅）         | 年度別利用状況（西田原本駅） | 年度別利用状況（西田原本駅） | 年度別利用状況（西田原本駅） |
| 年 度                        | 当駅分輸送実績（乗車人員）：人／年度 | 当駅分輸送実績（乗車人員）：人／年度 | 当駅分輸送実績（乗車人員）：人／年度 | 当駅分輸送実績（乗車人員）：人／年度 | 乗降人員調査結果 人／日      | 乗降人員調査結果 人／日      | 特 記 事 項                  |
| ---------------------------- | ------------------------------------ | ------------------------------------ | ------------------------------------ | ------------------------------------ | ---------------------------- | ---------------------------- | ---------------------------- |
| 年 度                        | 通勤定期                             | 通学定期                             | 定期外                               | 合 計                                | 調査日                       | 調査結果                     | 特 記 事 項                  |
| 1982年（昭和57年）           |                                      | ←←←←                                 |                                      |                                      | 11月16日                     | 4,853                        |                              |
| 1983年（昭和58年）           |                                      | ←←←←                                 |                                      |                                      | 11月8日                      | 4,848                        |                              |
| 1984年（昭和59年）           |                                      | ←←←←                                 |                                      |                                      | 11月6日                      | 4,842                        |                              |
| 1985年（昭和60年）           |                                      | ←←←←                                 |                                      |                                      | 11月12日                     | 4,588                        |                              |
| 1986年（昭和61年）           |                                      | ←←←←                                 |                                      |                                      | 11月11日                     | 5,440                        |                              |
| 1987年（昭和62年）           |                                      | ←←←←                                 |                                      |                                      | 11月10日                     | 5,321                        |                              |
| 1988年（昭和63年）           |                                      | ←←←←                                 |                                      |                                      | 11月8日                      | 6,781                        |                              |
| 1989年（平成元年）           |                                      | ←←←←                                 |                                      |                                      | 11月14日                     | 5,901                        |                              |
| 1990年（平成2年）            |                                      | ←←←←                                 |                                      |                                      | 11月6日                      | 6,165                        |                              |
| 1991年（平成3年）            |                                      | ←←←←                                 |                                      |                                      |                              |                              |                              |
| 1992年（平成4年）            |                                      | ←←←←                                 |                                      |                                      | 11月10日                     | 5,828                        |                              |
| 1993年（平成5年）            |                                      | ←←←←                                 |                                      |                                      |                              |                              |                              |
| 1994年（平成6年）            |                                      | ←←←←                                 |                                      |                                      |                              |                              |                              |
| 1995年（平成7年）            |                                      | ←←←←                                 |                                      |                                      | 12月5日                      | 6,112                        |                              |
| 1996年（平成8年）            |                                      | ←←←←                                 |                                      |                                      |                              |                              |                              |
| 1997年（平成9年）            |                                      | ←←←←                                 |                                      |                                      |                              |                              |                              |
| 1998年（平成10年）           |                                      | ←←←←                                 |                                      |                                      |                              |                              |                              |
| 1999年（平成11年）           |                                      | ←←←←                                 |                                      |                                      |                              |                              |                              |
| 2000年（平成12年）           |                                      | ←←←←                                 |                                      |                                      |                              |                              |                              |
| 2001年（平成13年）           |                                      | ←←←←                                 |                                      |                                      |                              |                              |                              |
| 2002年（平成14年）           |                                      | ←←←←                                 |                                      |                                      |                              |                              |                              |
| 2003年（平成15年）           |                                      | ←←←←                                 |                                      |                                      |                              |                              |                              |
| 2004年（平成16年）           |                                      | ←←←←                                 |                                      |                                      |                              |                              |                              |
| 2005年（平成17年）           | 171,060                              | ←←←←                                 | 91,554                               | 262,614                              | 11月8日                      | 5,115                        |                              |
| 2006年（平成18年）           | 174,060                              | ←←←←                                 | 90,096                               | 264,156                              |                              |                              |                              |
| 2007年（平成19年）           | 182,700                              | ←←←←                                 | 90,268                               | 272,968                              |                              |                              |                              |
| 2008年（平成20年）           | 183,060                              | ←←←←                                 | 90,648                               | 273,708                              | 11月18日                     | 5,252                        |                              |
| 2009年（平成21年）           | 171,390                              | ←←←←                                 | 87,634                               | 259,024                              |                              |                              |                              |
| 2010年（平成22年）           | 177,150                              | ←←←←                                 | 90,768                               | 267,918                              | 11月9日                      | 5,676                        |                              |
| 2011年（平成23年）           |                                      | ←←←←                                 |                                      |                                      |                              |                              |                              |
| 2012年（平成24年）           |                                      | ←←←←                                 |                                      |                                      | 11月13日                     | 4,387                        |                              |
| 2013年（平成25年）           |                                      | ←←←←                                 |                                      |                                      |                              |                              |                              |
| 2014年（平成26年）           |                                      | ←←←←                                 |                                      |                                      |                              |                              |                              |
| 2015年（平成27年）           |                                      | ←←←←                                 |                                      |                                      | 11月10日                     | 4,809                        |                              |
| 2016年（平成28年）           |                                      | ←←←←                                 |                                      |                                      |                              |                              |                              |
| 2017年（平成29年）           |                                      | ←←←←                                 |                                      |                                      |                              |                              |                              |
| 2018年（平成30年）           | 179,490                              | ←←←←                                 | 91,094                               | 270,584                              | 11月13日                     | 5,690                        |                              |
| 2019年（令和元年）           | 176,640                              | ←←←←                                 | 86,943                               | 263,583                              |                              |                              |                              |
| 2020年（令和2年）            |                                      | ←←←←                                 |                                      |                                      |                              |                              |                              |
| 2021年（令和3年）            |                                      | ←←←←                                 |                                      |                                      | 11月9日                      | 4,766                        |                              |
| 2022年（令和4年）            |                                      | ←←←←                                 |                                      |                                      | 11月8日                      | 4,019                        |                              |
| 2023年（令和5年）            |                                      | ←←←←                                 |                                      |                                      | 11月7日                      | 4,271                        |                              |

## 駅周辺

### 公共施設
- 田原本町役場
- 天理警察署田原本警察庁舎
- 奈良県立磯城野高等学校
- 田原本郵便局

### 神社・仏閣
- 浄照寺
- 本誓寺
- 津島神社
- 鏡作坐天照御魂神社
- 天理教田原本分教会

### 企業
- タミヤ製作所本社
- 品川工業所本社
- 奈良ニシカワ本社

### 金融機関
- 奈良中央信用金庫本店
- 南都銀行 田原本支店

## バス路線
駅前広場（駅前広場整備前は西田原本駅の南側）に奈良交通の田原本バスセンターバス停があり、下記路線が発着していたが、2017年4月1日のダイヤ変更をもって廃止された。以後は病院が運行する送迎バス（無料）を利用することとなる。
- 国保中央病院行（平日と第1・3・5土曜日運行）[17]

## 隣の駅
近畿日本鉄道（田原本駅）
B 橿原線
■急行
平端駅 (B32) - 田原本駅 (B36) - 大和八木駅 (B39)
■普通
石見駅 (B35) - 田原本駅 (B36) - 笠縫駅 (B37)
近畿日本鉄道（西田原本駅）
I 田原本線
西田原本駅 (I36) - 黒田駅 (I37)

### かつて存在していた路線
大和鉄道
大和鉄道線（廃止区間）
田原本駅 - 寺川駅